# Saigyō
Saigyō Hōshi  (西行 法師?), nato Satō Norikiyo (佐藤 義清?; Kyoto, 1118 – Kawachi, 23 marzo 1190) è stato un poeta giapponese. È stato un significativo poeta tra la fine del periodo Heian e l'inizio del periodo Kamakura.

## Biografia
Nato a Kyoto da una famiglia nobile, visse durante la traumatica transizione dalle vecchie corti nobiliari e al nuovo governo dei samurai. Con l'inizio dell'Età del Mappō (1052), il Buddhismo era considerato in declino. Tutti questi cambiamenti culturali influirono molto sulla sua poesia, definita come malinconica. Da giovane, lavorò come guardia dell'ex imperatore Toba, ma nel 1140 all'età di 22 anni, per ragioni sconosciute, si ritirò alla vita contemplativa diventando monaco e prendendo il nome religioso En'i (円 位?). In seguito prese il nom de plume "Saigyō", che significa viaggio occidentale, riferimento ad Amitabha Buddha e al paradiso occidentale. Visse in solitudine per lunghi periodi della sua vita a Saga, sul monte Kōya, sul Monte Yoshino, Ise e molti altri luoghi, ma è più noto per i molti viaggi, che ispirarono alcune sue poesie. Era buon amico di Fujiwara no Teika. Morì nel Tempio Hirokawa di Kawachi a 72 anni.